# Benjamin Curtis Porter

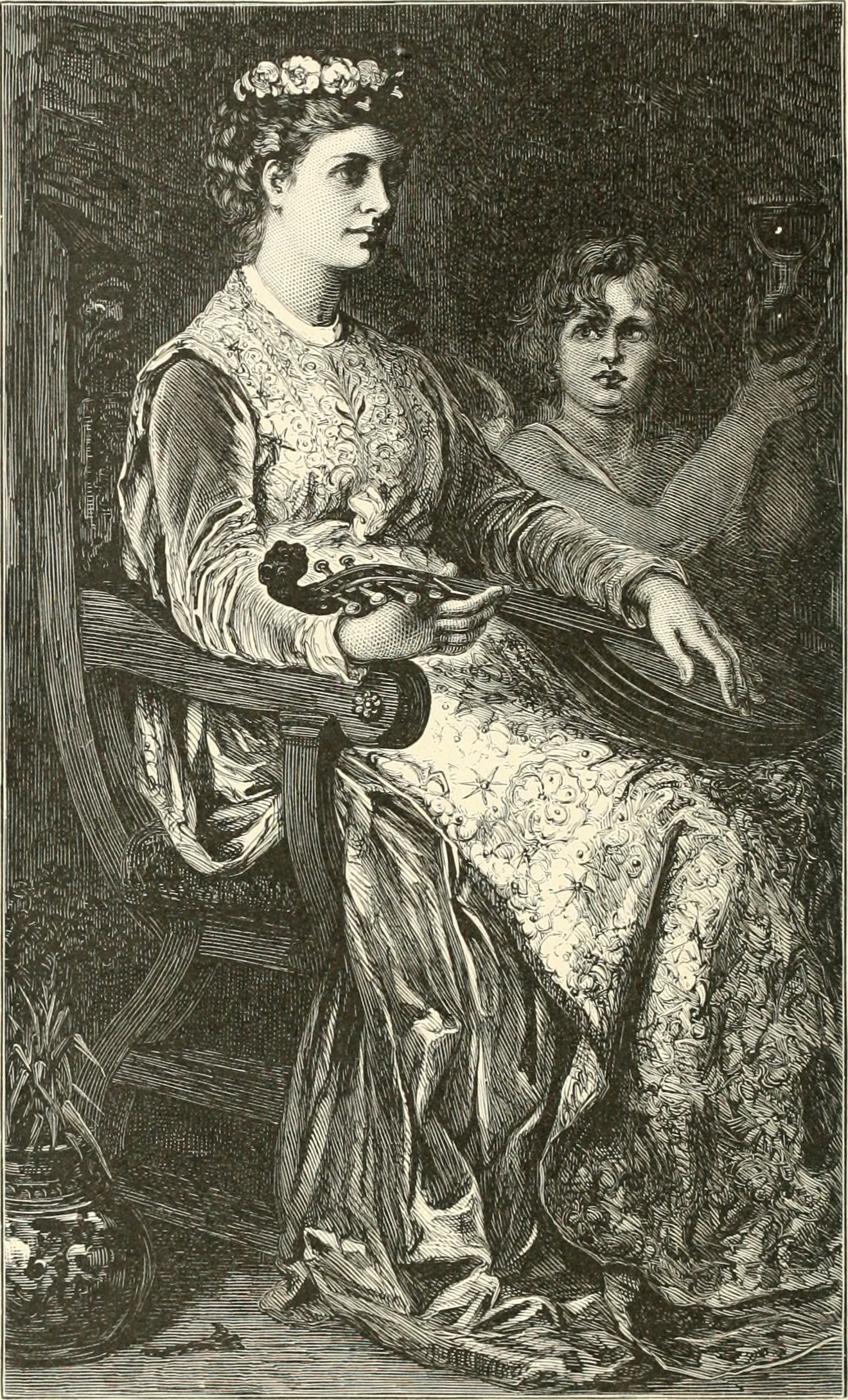
"The hour-glass" (1876) de Benjamin Curtis Porter.

Benjamin Curtis Porter (27 de agosto de 1843 - 2 de abril de 1908) fue un artista estadounidense nacido en Melrose (Massachusetts). Fue pupilo de Albion Harris Bicknell y perteneció a la escuela de Paris, fue elegido como asociado en la National Academy of Design, Nueva York, en 1878, y como académico de pleno derecho en 1880. Fue conocido sobre todo por sus cuadros de retratos.